# Reinas (película de 2024)
Reinas es una película de drama y coming-of-age de 2024, dirigida por Klaudia Reynicke, quien la coescribió con el productor Diego Vega y compuso su banda sonora junto a Gioacchino Balistreri. Fue coproducida entre Perú, España y Suiza, y está protagonizada por Abril Gjurinovic, Luana Vega, Gonzalo Molina y Jimena Lindo. Tuvo su estreno mundial en el Festival de Cine de Sundance el 22 de enero de 2024, después se estrenó en cines en Perú el 22 de agosto de 2024, con distribución de Tondero Distribución, y tiene previsto su estreno en cines en España para el 6 de septiembre de 2024, con distribución de BTeam Pictures.

## Trama
En el Perú de los años 1990, dos hermanas — Lucía (Abril Gjurinovic) y Aurora (Luana Vega) — están a punto de abandonar el país junto a su madre Elena (Jimena Lindo) en búsqueda de un mejor futuro. Durante este proceso, ellas se reencuentran con su padre ausente, Carlos (Gonzalo Molina) quien tiene la intención de recuperar el tiempo perdido.

## Reparto
- Abril Gjurinovic como Lucía
- Luana Vega como Aurora
- Jimena Lindo como Elena
- Gonzalo Molina como Carlos
- Susi Sánchez como Abuela
- Tatiana Astengo como Pilar
- Denise Arregui como Lydia
- Fabrizio Aguilar como Jorge
- Sebastián Rubio como Gonzalo
- Uma Mikati como Claudia
- Mia Owens como Jennifer
- Micaela González como Paola

## Producción
Reinas fue dirigida por Klaudia Reynicke, quien coescribió el guion con uno de los productores, Diego Vega. Las primeras noticias del rodaje de la película se remontan a febrero de 2023. La actriz española Susi Sánchez fue incorporada al reparto de la película después de ser contactada por una de las productoras de la película; según Sánchez, la parte más dura del rodaje para ella fue lograr un acento peruano creíble.

## Lanzamiento y marketing
En diciembre de 2023, el Festival de Cine de Sundance anunció la programación de su edición de 2024, la cual incluía el estreno mundial de Reinas; su proyección tuvo lugar el 22 de enero de 2024. El estreno de la cinta en Sundance fue acompañado por un tráiler de la película, lanzado también en enero de 2024. En febrero de 2024, la película fue proyectada en el Festival Internacional de Cine de Berlín. Ese mismo mes, se anunció que Tondero Distribución había comprado los derechos de distribución de la película para Perú.
El 15 de julio de 2023, Tondero anunció que el estreno de Reinas en Perú tendría lugar el 22 de agosto de 2024. En julio de 2024, la distribuidora española BTeam Pictures anunció que estrenaría la película en cines de España el 6 de septiembre de 2024.